# Turniej Barbórkowy w hokeju na lodzie
Turniej Barbórkowy – cykliczne, towarzyskie klubowe rozgrywki w hokeju na lodzie w Polsce o randze międzynarodowej, organizowane z okazji Dnia Górnika (Barbórka).

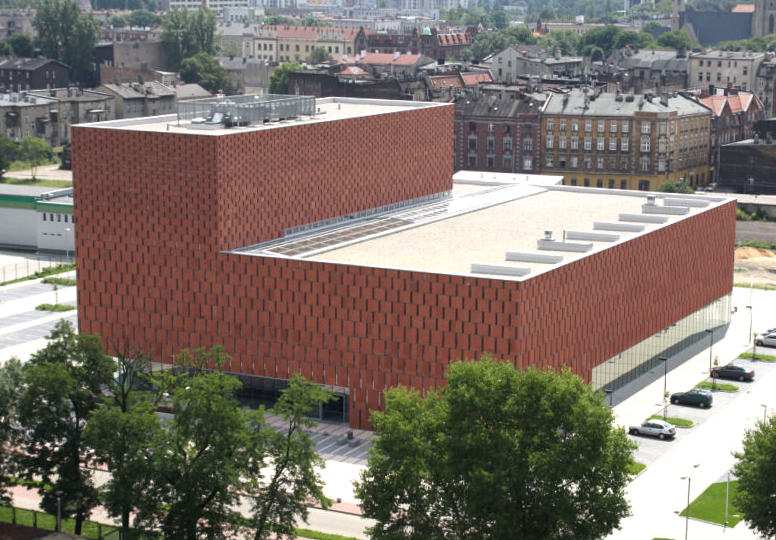
Miejsce istnienia dawnego lodowiska Torkat (2011)

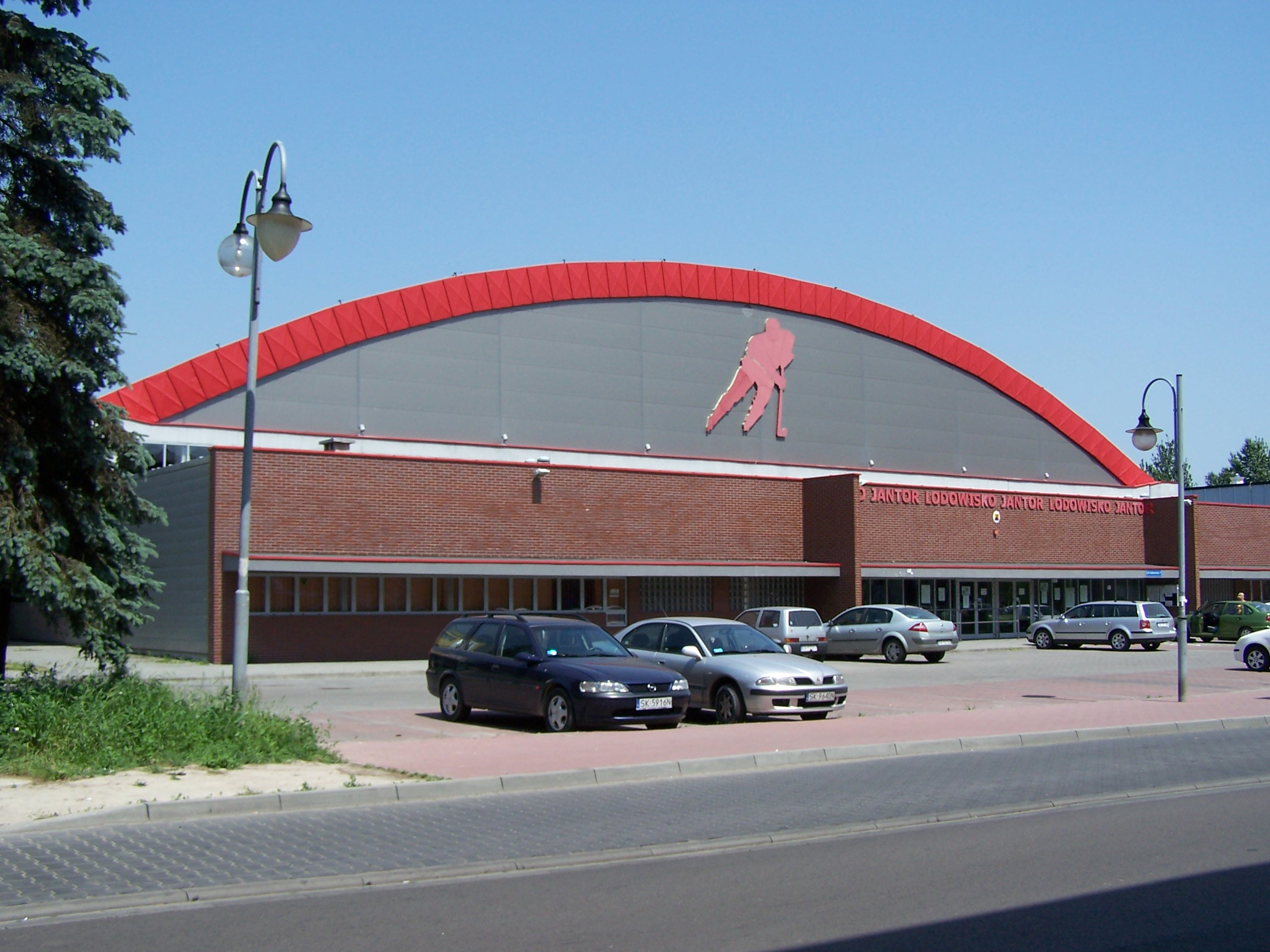
Lodowisko Jantor (2010)

## Edycje

### 1957
- Miejsce: Katowice, 3-5 grudnia 1957
- Uczestnicy: Torpedo Gorki (ZSRR), EV Füssen (NRF), Górnik 20 Katowice, Śląsk II (Polska)[b]
- Wyniki: Górnik – Śląsk II 16:1, Torpedo – Füssen 4:4, Śląsk II – Torpedo 3:7, Górnik – Füssen 1:10, Śląsk II – Füssen 7:3, Torpedo – Górnik 2:9[1][2][3][4][5][6]
- Zwycięzca: Torpedo Gorki (o zwycięstwie w turnieju miał decydować dodatkowy mecz Torpedo – Füssen, lecz drużyna niemiecka odmówiła rozegrania spotkania)

### 1958
- Miejsce: Katowice, Torkat, 2-4 grudnia 1958
- Uczestnicy: Dynamo Berlin (NRD), Górnik 20 Katowice, Spartak Moskwa (ZSRR)
- Wyniki: Górnik – Dynamo 5:2[7], Spartak – Dynamo 6:1, Spartak – Górnik 7:1[8]
- Zwycięzca: Spartak Moskwa

### 1959
- Miejsce: Katowice, Torkat, 3-5 grudnia 1959
- Uczestnicy: Hagalunds Sztokholm (Szwecja), Spartak Královo Pole (Czechosłowacja), Górnik 20 Katowice[9][10]
- Wyniki: Spartak – Hagalunds 12:0[11], Górnik – Spartak 5:5[12], Górnik – Hagalunds 4.3[13]
- Zwycięzca: Spartak Královo Pole

### 1960
- Miejsce: Katowice, Torkat, 3-4 grudnia 1960
- Uczestnicy: Kirowiec Leningrad (ZSRR), Górnik Katowice[14][15]
- Wyniki: Kirowiec – Górnik 5:3 oraz 7:3[16]
- Zwycięzca: Kirowiec Leningrad

### 1961
- Miejsce: Katowice, Torkat, 2-4 grudnia 1961
- Uczestnicy: Baník Ostrawa (Czechosłowacja), Reprezentacja Bukaresztu (Rumunia), Górnik Katowice[17]
- Wyniki: Baník – Górnik 5:3, Baník – Bukareszt 4:2[18], Górnik – Bukareszt 3:6[19]
- Zwycięzca: Baník Ostrawa

### 1962
- Miejsce: Katowice, Torkat, 3-5 grudnia 1962
- Uczestnicy: Baník Ostrawa (Czechosłowacja), Górnik Katowice, Naprzód Janów
- Wyniki: Naprzód – Górnik 1:8[c], Baník – Górnik 0:7, Baník – Naprzód 12:2[20][21][22][23]
- Zwycięzca: Górnik Katowice

### 1963
- Miejsce: Katowice, Torkat, 2-4 grudnia 1963
- Uczestnicy: Baník Ostrawa (Czechosłowacja), TSC Berlin (NRD), Górnik Katowice[d]
- Wyniki: Berlin – Baník 5:0, Górnik – Baník 4:0, Berlin – Górnik 1:1[24][25][26]
- Zwycięzca: TSC Berlin

### 1964
- Miejsce: Katowice, Torkat, 1-3 grudnia 1964
- Uczestnicy: Baník Ostrawa (Czechosłowacja), TSC Berlin (NRD), GKS Katowice
- Wyniki: TSC – GKS 1:3, TSC – Baník 3:8, GKS – Baník 7:1[27][28][29]
- Zwycięzca: GKS Katowice

### 1965
- Miejsce: Katowice, Torkat i Jantor, 2-4 grudnia 1965
- Uczestnicy: Baník Ostrawa (Czechosłowacja), TSC Berlin (NRD), GKS Katowice, Naprzód Janów[e] (Polska)
- Wyniki: Baník – GKS 8:2, Naprzód – TSC 7:6, Baník – TSC 8:4, Naprzód – GKS 1:4, TSC – GKS 3:5, Baník – Naprzód 2:4[30][31][32][33][34]
- Zwycięzca: Baník Ostrawa

### 1966
- Miejsce: Katowice (Torkat, Jantor), 30 listopada - 4 grudnia 1966
- Uczestnicy: młodzieżowa reprezentacja Rumunii, Górnik Murcki, GKS Katowice, Naprzód Janów[f]
- Wyniki: GKS – Naprzód 10:1, Naprzód – Rumunia 10:3, GKS – Górnik 5:4, GKS – Rumunia 8:0, Naprzód – Górnik 9:6, Górnik – Rumunia 7:3[35][36][37][38][39]
- Zwycięzca: GKS Katowice

### 1967
- Miejsce: Katowice (Torkat, Jantor), 1 - 3 grudnia 1967
- Uczestnicy: TJ Gottwaldov (Czechosłowacja), Mietałłurg Nowokuźnieck (ZSRR), GKS Katowice
- Wyniki: Mietałłurg – GKS 3:1, Mietałłurg – Gottwaldov 6:5, Gottwaldov – GKS 2:3[40]
- Zwycięzca: Mietałłurg Nowokuźnieck

### 1968
- Miejsce: Katowice (Torkat), 29 listopada - 1 grudnia 1968
- Uczestnicy: Dynamo (NRD)[g], Traktor Czelabińsk (ZSRR), GKS Katowice
- Wyniki: GKS – Dynamo 0:5, Traktor – Dynamo 10:2, Traktor – GKS 5:2[41][42]
- Zwycięzca: Traktor Czelabińsk

### 1969
- Miejsce: Katowice (Torkat), Tychy (Stadion Zimowy), 1-4 grudnia 1969
- Uczestnicy: Baník Ostrawa (Czechosłowacja), Dynamo Weißwasser (NRD), GKS Katowice, Górnik Murcki (Polska)
- Wyniki: GKS – Baník 1:2, Górnik – Dynamo 4:4, GKS – Dynamo 0:2, Górnik – Banik 0:3, Dynamo – Banik 5:3, GKS – Górnik 5:2[43][44][45][46][47]
- Zwycięzca: Dynamo Weißwasser

### 1970
- Miejsce: Katowice (Torkat, Jantor), 1-3 grudnia 1970
- Uczestnicy: Traktor Czelabińsk (ZSRR), Dynamo Weißwasser (NRD), GKS Katowice, Naprzód Janów (Polska)
- Wyniki: Traktor – Naprzód 10:4, GKS – Dynamo 4:4, Naprzód – Dynamo 6:6, GKS – Traktor 2:4, Dynamo – Traktor 5:9, GKS – Naprzód 1:5[48][49][50]
- Zwycięzca: Traktor Czelabińsk

### 1971

#### Katowice
- Miejsce: Katowice (Jantor), 3-5 grudnia 1971
- Uczestnicy zaplanowani: Sibir Nowosybirsk (ZSRR), Sparta Praga (Czechosłowacja), Naprzód Janów (Polska). Z udziału w turnieju zrezygnowała drużyna Sparty Praga, wobec czego rozegrano spotkania nieturniejowe: Sibir – Naprzód 11:8, Sibir – GKS Katowice 9:2, Sibir – Naprzód 5:1[51][52][53]

#### Tychy
- Miejsce: Tychy (Stadion Zimowy), 3-5 grudnia 1971
- Uczestnicy: Dynamo Berlin (NRD), TJ Trzyniec (Czechosłowacja), Unia Oświęcim, GKS Tychy
- Wyniki: Unia – Dynamo 3:8, Trzyniec – Dynamo 2:3, Tychy – Trzyniec 1:12, Tychy – Unia 3:3, Dynamo – Tychy 2:0, Trzyniec – Unia 5:4[52][54]
- Zwycięzca: Dynamo Berlin

### 1972
- Miejsce: Katowice (Torkat, Jantor), 1-3 grudnia 1972
- Uczestnicy: Dynamo Berlin (NRD), Saławat Jułajew Ufa (ZSRR), GKS Katowice, Naprzód Janów (Polska)
- Wyniki: GKS – Dynamo 3:2, Naprzód – Saławat 4:5, GKS – Naprzód 5:3, Saławat – Dynamo 5:2, Saławat – GKS 6:4, Dynamo – Naprzód 5:2[55][56][57]
- Zwycięzca: Saławat Jułajew Ufa

### 1973
- Miejsce: Katowice (Jantor), 1-3 grudnia 1973
- Uczestnicy: TUL (Finlandia), Mołot Perm (ZSRR), GKS Katowice, Naprzód Janów (Polska)
- Wyniki: GKS – Mołot 4:9, Naprzód – TUL 21:1, Mołot – TUL 22:2, Naprzód – GKS 7:3, Naprzód – Mołot 3:4, GKS – TUL 9:4[58][59]
- Zwycięzca: Mołot Perm

### 1974
- Miejsce: Katowice (Jantor), 1-3 grudnia 1974
- Uczestnicy: TUL (Finlandia), Awtomobilist Swierdłowsk (ZSRR), GKS Tychy, Naprzód Janów (Polska)
- Wyniki: Naprzód – GKS 6:2, GKS – Awtomobilist 3:19, Naprzód – TUL 7:0, GKS – TUL 1:1, Naprzód – Awtomobilist 2:8, Awtomobilist – TUL 10:5[60][61][62][63]
- Zwycięzca: Awtomobilist Swierdłowsk

### 1975
- Miejsce: Katowice (Jantor), 2-4 grudnia 1975
- Uczestnicy: Dizelist Penza (ZSRR), TUL (Finlandia), GKS Katowice, Naprzód Janów (Polska)
- Wyniki: Dizelist – TUL 9:1, Naprzód – GKS 2:6, GKS – TUL 9:2, Dizelist – Naprzód 7:0, Dizelist – GKS 10:2, Naprzód – TUL 9:2[64][65][66][67][68]
- Zwycięzca: Dizelist Penza

### 1976
- Miejsce: Katowice (Jantor), 1-3 grudnia 1976
- Uczestnicy: Iżstal Iżewsk (ZSRR), TUL (Finlandia), GKS Katowice, Naprzód Janów (Polska)
- Wyniki: Iżstal – TUL 17:4, Naprzód – GKS 3:5, GKS – Iżstal 4:10, TUL – Naprzód 1:5, TUL – GKS 2:12, Naprzód – Iżstal 3:5[69][70][71]
- Zwycięzca: Iżstal Iżewsk

### 1977
- Miejsce: Katowice (Jantor), 2-4 grudnia 1977
- Uczestnicy: SKA MWO Kirowo-Lipieck (ZSRR), Reprezentacja Polski „B”[h], Reprezentacja Śląska, Naprzód Janów (Polska)
- Wyniki: Naprzód – Śląsk 6:5, SKA MWO – Polska „B” 5:3, SKA MWO – Śląsk 4:3, Naprzód – Polska „B” 3:3, Śląsk – Polska „B” 5:6, Naprzód – SKA MWO 4:3[72][73][74]
- Zwycięzca: Naprzód Janów

### 1978 (XXIII)
- Miejsce: Katowice (Jantor), 1-3 grudnia 1978
- Uczestnicy: TUL (Finlandia), Kristałł Saratów (ZSRR), GKS Katowice, Naprzód Janów (Polska)
- Wyniki: Kristałł – TUL 18:0, GKS – Naprzód 3:6, Kristałł – GKS 7:3, TUL – Naprzód 5:17, GKS – TUL 17:1, Kristałł – Naprzód 5:3[75]
- Zwycięzca: Kristałł Saratów

### 1979 (XXIV)
- Miejsce: Katowice (Jantor), 1-3 grudnia 1979
- Uczestnicy: TUL[i] (Finlandia), Dynamo Weißwasser (NRD), GKS Katowice[j], Naprzód Janów (Polska)
- Wyniki: Naprzód – TUL 6:4, GKS – Dynamo 0:9, TUL – GKS 4:4, Dynamo – Naprzód 7:3, Dynamo – TUL 3:1, GKS – Naprzód 1:5[76][77]
- Zwycięzca: Dynamo Weißwasser

### 1982
- Miejsce: Katowice
- Uczestnicy: TJ Kroměříž (Czechosłowacja), Naprzód Janów, reprezentacja Polski do lat 20
- Wyniki: TJ Kroměříž – reprezentacja Polski do lat 20 1:7, Naprzód – reprezentacja Polski do lat 20 6:8, Naprzód – TJ Kroměříž 11:4
- Zwycięzca: reprezentacja Polski do lat 20[78][79]

W Katowicach-Janowie rozegrano turniej Barbórkowy roczników spartakiadowych tzw. „karlików”.